# Diskografie Khalida
Toto je seznam vydané diskografie amerického zpěváka Khalida.

## Studiová alba
| Název                                                                                   | Detaily o albu                                                      | Umístění v hitparádách | Umístění v hitparádách | Umístění v hitparádách | Umístění v hitparádách | Umístění v hitparádách | Umístění v hitparádách | Umístění v hitparádách | Umístění v hitparádách | Umístění v hitparádách | Umístění v hitparádách | Prodeje       | Certifikace |
| Název                                                                                   | Detaily o albu                                                      | US                     | US R&B/ HH             | US R&B                 | AUS                    | CAN                    | DEN                    | NLD                    | NZ                     | SWE                    | UK                     | Prodeje       | Certifikace |
| --------------------------------------------------------------------------------------- | ------------------------------------------------------------------- | ---------------------- | ---------------------- | ---------------------- | ---------------------- | ---------------------- | ---------------------- | ---------------------- | ---------------------- | ---------------------- | ---------------------- | ------------- | --- |
| American Teen                                                                           | - Vydáno: 3. března 2017 - Vydavatelství: Right Hand, RCA, Columbia | 4                      | 3                      | 1                      | 13                     | 7                      | 2                      | 26                     | 5                      | 15                     | 44                     | - US: 147,000 | - RIAA: 4× Platinum - ARIA: Platinum - BPI: Platinum - IFPI DEN: 3× Platinum - GLF: Gold - MC: 4× Platinum - RMNZ: 2× Platinum |
| Free Spirit                                                                             | - Vydáno: 5. dubna 2019 - Vydavatelství: RCA                        | 1                      | 1                      | 1                      | 2                      | 1                      | 4                      | 3                      | 2                      | 3                      | 2                      | - US: 226,000 | - RIAA: 2× Platinum - ARIA: Platinum - BPI: Gold - IFPI DEN: Platinum - MC: 2× Platinum - NVPI: Gold - RMNZ: 2× Platinum       |
| Sincere                                                                                 | - Vydáno: 2. srpna 2024 - Vydavatelství: RCA                        | 43                     | 11                     | 2                      | 46                     | 82                     | —                      | 71                     | 27                     | —                      | —                      |               | |
| "—" značí, že se nahrávka neumístila v hitparádách nebo v tomto území ani nebyla vydána |                                                                     |                        |                        |                        |                        |                        |                        |                        |                        |                        |                        |               | |

## Mixtapy
| Název        | Detaily                                         | Umístění v hitparádách | Umístění v hitparádách | Umístění v hitparádách | Umístění v hitparádách | Umístění v hitparádách | Umístění v hitparádách | Umístění v hitparádách | Umístění v hitparádách |
| Název        | Detaily                                         | US                     | US R&B/ HH             | US R&B                 | AUS                    | CAN                    | LIT                    | NZ                     | SWI                    |
| ------------ | ----------------------------------------------- | ---------------------- | ---------------------- | ---------------------- | ---------------------- | ---------------------- | ---------------------- | ---------------------- | ---------------------- |
| Scenic Drive | - Vydáno: 3. prosince 2021 - Vydavatelství: RCA | 54                     | 24                     | 8                      | 62                     | 51                     | 96                     | 37                     | 94                     |

## Extended play
| Název   | Detaily                                       | Umístění v hitparádách | Umístění v hitparádách | Umístění v hitparádách | Umístění v hitparádách | Umístění v hitparádách | Umístění v hitparádách | Umístění v hitparádách | Umístění v hitparádách | Umístění v hitparádách | Umístění v hitparádách | Certifikace                                  |
| Název   | Detaily                                       | US                     | US R&B/ HH             | US R&B                 | AUS                    | CAN                    | DEN                    | NLD                    | NZ                     | SWE                    | UK                     | Certifikace                                  |
| ------- | --------------------------------------------- | ---------------------- | ---------------------- | ---------------------- | ---------------------- | ---------------------- | ---------------------- | ---------------------- | ---------------------- | ---------------------- | ---------------------- | -------------------------------------------- |
| Suncity | - Vydáno: 19. října 2018 - Vydavatelství: RCA | 8                      | 5                      | 1                      | 9                      | 6                      | 2                      | 10                     | 11                     | 3                      | 20                     | - IFPI DEN: Gold - MC: Platinum - RMNZ: Gold |

## Singly

### Jako hlavní umělec
| Název                                                                                   | Rok  | Umístění v hitparádách | Umístění v hitparádách | Umístění v hitparádách | Umístění v hitparádách | Umístění v hitparádách | Umístění v hitparádách | Umístění v hitparádách | Umístění v hitparádách | Umístění v hitparádách | Umístění v hitparádách | Certifikace | Album                                           |
| Název                                                                                   | Rok  | US                     | US R&B/ HH             | US R&B                 | AUS                    | CAN                    | DEN                    | NLD                    | NZ                     | SWE                    | UK                     | Certifikace | Album                                           |
| --------------------------------------------------------------------------------------- | ---- | ---------------------- | ---------------------- | ---------------------- | ---------------------- | ---------------------- | ---------------------- | ---------------------- | ---------------------- | ---------------------- | ---------------------- | --- | ----------------------------------------------- |
| "Location"                                                                              | 2016 | 16                     | 8                      | 2                      | 39                     | 48                     | —                      | 78                     | 11                     | —                      | 67                     | - RIAA: Diamond - ARIA: 5× Platinum - BPI: Platinum - GLF: Gold - IFPI DEN: Platinum - MC: 8× Platinum - NVPI: Platinum - RMNZ: 6× Platinum | American Teen                                   |
| "Young Dumb & Broke"                                                                    | 2017 | 18                     | 8                      | 1                      | 4                      | 22                     | 14                     | 63                     | 1                      | 63                     | 17                     | - RIAA: Diamond - ARIA: 8× Platinum - BPI: 2× Platinum - GLF: Gold - IFPI DEN: 2× Platinum - MC: 9× Platinum - RMNZ: 7× Platinum            | American Teen                                   |
| "Saved"                                                                                 | 2017 | —                      | —                      | 16                     | 92                     | —                      | —                      | —                      | —                      | —                      | —                      | - RIAA: 2× Platinum - ARIA: 2× Platinum - BPI: Silver - IFPI DEN: Platinum - MC: 2× Platinum - RMNZ: 2× Platinum                            | American Teen                                   |
| "Love Lies" (s Normani)                                                                 | 2018 | 9                      | —                      | —                      | 3                      | 21                     | 9                      | 17                     | 2                      | 12                     | 12                     | - RIAA: 5× Platinum - ARIA: 5× Platinum - BPI: 2× Platinum - IFPI DEN: Platinum - GLF: Platinum - MC: 4× Platinum - RMNZ: 5× Platinum       | Já, Simon                                       |
| "Lovely" (s Billie Eilish)                                                              | 2018 | 64                     | —                      | —                      | 5                      | 46                     | —                      | 55                     | 4                      | 63                     | 47                     | - RIAA: Diamond - ARIA: 13× Platinum - BPI: 3× Platinum - IFPI DEN: 2× Platinum - GLF: 2× Platinum - MC: 4× Platinum - RMNZ: 7× Platinum    | Proč? 13x proto: 2. řada                        |
| "OTW" (s Ty Dolla Sign a 6lack)                                                         | 2018 | 57                     | 35                     | 6                      | 27                     | 30                     | 20                     | 50                     | 11                     | 52                     | 60                     | - RIAA: 2× Platinum - ARIA: 3× Platinum - BPI: Gold - IFPI DEN: Platinum - GLF: Gold - MC: 2× Platinum - RMNZ: 3× Platinum                  | Suncity                                         |
| "This Way" (s H.E.R.)                                                                   | 2018 | —                      | —                      | 20                     | —                      | —                      | —                      | —                      | —                      | —                      | —                      | - RIAA: Gold - RMNZ: Gold | Superfly                                        |
| "Eastside" (s Benny Blanco a Halsey)                                                    | 2018 | 9                      | —                      | —                      | 2                      | 6                      | 2                      | 21                     | 1                      | 7                      | 1                      | - RIAA: 6× Platinum - ARIA: 11× Platinum - BPI: 4× Platinum - GLF: Platinum - IFPI DEN: 3× Platinum - MC: 5× Platinum - RMNZ: 8× Platinum   | Friends Keep Secrets                            |
| "Better"                                                                                | 2018 | 8                      | 5                      | 1                      | 6                      | 14                     | 10                     | 30                     | 4                      | 13                     | 15                     | - RIAA: 6× Platinum - ARIA: 8× Platinum - BPI: 2× Platinum - IFPI DEN: Platinum - GLF: Gold - MC: 7× Platinum - RMNZ: 6× Platinum           | Suncity a Free Spirit                           |
| "Saturday Nights" (sólo nebo remix s Kane Brown)                                        | 2019 | 57                     | 21                     | 4                      | 27                     | 31                     | 30                     | 61                     | 8                      | 77                     | 31                     | - RIAA: 4× Platinum - ARIA: 2× Platinum - BPI: Platinum - IFPI DEN: Platinum - MC: 4× Platinum - RMNZ: 4× Platinum                          | Suncity a Free Spirit                           |
| "Talk"                                                                                  | 2019 | 3                      | 2                      | 1                      | 4                      | 14                     | 9                      | 19                     | 1                      | 32                     | 9                      | - RIAA: 7× Platinum - ARIA: 4× Platinum - BPI: Platinum - IFPI DEN: Platinum - MC: 5× Platinum - RMNZ: 4× Platinum                          | Free Spirit                                     |
| "Right Back" (sólo nebo feat. A Boogie wit da Hoodie)                                   | 2019 | 73                     | 29                     | 4                      | 41                     | 58                     | —                      | —                      | 37                     | —                      | 71                     | - RIAA: Platinum - ARIA: Gold - MC: Platinum - RMNZ: Platinum                                                                               | Free Spirit                                     |
| "Trigger" (s Major Lazer)                                                               | 2019 | —                      | —                      | —                      | 46                     | —                      | —                      | —                      | —                      | 57                     | 95                     | | Death Stranding: Timefall a Music Is the Weapon |
| "Up All Night"                                                                          | 2019 | 89                     | 42                     | 13                     | 35                     | 79                     | —                      | —                      | 36                     | —                      | 55                     | - ARIA: Gold - BPI: Silver - RMNZ: Platinum                                                                                                 | Singly bez alb                                  |
| "Eleven" (sólo nebo feat. Summer Walker)                                                | 2020 | 83                     | 39                     | 10                     | 48                     | 52                     | —                      | —                      | —                      | 71                     | 70                     | - ARIA: Gold - RMNZ: Platinum | Singly bez alb                                  |
| "Know Your Worth" (s Disclosure)                                                        | 2020 | 57                     | 26                     | 8                      | 31                     | 46                     | —                      | 28                     | 31                     | 64                     | 27                     | - ARIA: Platinum - BPI: Platinum - IFPI DEN: Gold - MC: Platinum - RMNZ: 2× Platinum                                                        | Energy                                          |
| "Experience" (s Victoria Monét a SG Lewis)                                              | 2020 | —                      | —                      | —                      | —                      | —                      | —                      | —                      | —                      | —                      | —                      | | Jaguar                                          |
| "Be Like That" (s Kane Brown a Swae Lee)                                                | 2020 | 19                     | —                      | —                      | 53                     | 6                      | —                      | —                      | —                      | —                      | —                      | - RIAA: 4× Platinum - ARIA: Gold - BPI: Silver - MC: 6× Platinum - RMNZ: Platinum                                                           | Mixtape, Vol. 1                                 |
| "Otra Noche Sin Ti" (s J Balvin)                                                        | 2021 | —                      | —                      | —                      | —                      | —                      | —                      | —                      | —                      | —                      | —                      | | Jose                                            |
| "Working" (s Tate McRae)                                                                | 2021 | 88                     | —                      | —                      | —                      | 47                     | —                      | —                      | —                      | —                      | —                      | - MC: Gold | Singly bez alb                                  |
| "New Normal"                                                                            | 2021 | —                      | —                      | —                      | 87                     | 69                     | —                      | —                      | —                      | 62                     | —                      | | Singly bez alb                                  |
| "Present"                                                                               | 2021 | —                      | 48                     | 10                     | —                      | 75                     | —                      | —                      | —                      | —                      | —                      | | Scenic Drive                                    |
| "Fall in Love at Christmas" (s Mariah Carey a Kirk Franklin)                            | 2021 | —                      | —                      | 24                     | —                      | —                      | —                      | —                      | —                      | —                      | —                      | | Singly bez alb                                  |
| "Last Call"                                                                             | 2022 | —                      | —                      | 12                     | —                      | 79                     | —                      | —                      | —                      | —                      | —                      | | Singly bez alb                                  |
| "Skyline"                                                                               | 2022 | —                      | —                      | —                      | —                      | 90                     | —                      | —                      | —                      | —                      | —                      | - MC: Gold | Singly bez alb                                  |
| "Numb" (s Marshmello)                                                                   | 2022 | 40                     | —                      | —                      | 38                     | 4                      | —                      | 42                     | —                      | 26                     | —                      | - RIAA: Platinum - ARIA: Platinum - BPI: Silver - GLF: Gold - IFPI DEN: Gold - MC: 2× Platinum - RMNZ: Platinum                             | Singly bez alb                                  |
| "Wish You Were Here" (s Lukas Graham)                                                   | 2022 | —                      | —                      | —                      | —                      | —                      | 10                     | —                      | —                      | 27                     | —                      | - IFPI DEN: Gold | 4 (The Pink Album)                              |
| "Satellite"                                                                             | 2022 | —                      | —                      | —                      | —                      | —                      | —                      | —                      | —                      | —                      | —                      | | Singly bez alb                                  |
| "Not Alone" (s Joe Jonas)                                                               | —    | —                      | —                      | —                      | —                      | —                      | —                      | —                      | —                      | —                      |                        | | Singly bez alb                                  |
| "We Go Down Together" (s Dove Cameron)                                                  | 2023 | —                      | —                      | —                      | —                      | 100                    | —                      | —                      | —                      | —                      | —                      | | Singly bez alb                                  |
| "The Hard Way" (s Pnau)                                                                 | 2023 | —                      | —                      | —                      | —                      | —                      | —                      | —                      | —                      | —                      | —                      | | Hyperbolic                                      |
| "Softest Touch"                                                                         | 2023 | —                      | —                      | —                      | —                      | —                      | —                      | —                      | —                      | —                      | —                      | | Singly bez alb                                  |
| "Be the One" (s Bree Runway)                                                            | 2023 | —                      | —                      | —                      | —                      | —                      | —                      | —                      | —                      | —                      | —                      | | Singly bez alb                                  |
| "Favorite Song" (remix) (s Toosii)                                                      | 2023 | —                      | —                      | —                      | —                      | —                      | —                      | —                      | —                      | —                      | —                      | | Naujour                                         |
| "Please Don't Fall in Love with Me"                                                     | 2024 | —                      | —                      | 6                      | —                      | —                      | —                      | —                      | —                      | —                      | —                      | | Sincere                                         |
| "Adore U"                                                                               | 2024 | —                      | —                      | 10                     | —                      | —                      | —                      | —                      | —                      | —                      | —                      | | Sincere                                         |
| "Ground"                                                                                | 2024 | —                      | —                      | 17                     | —                      | —                      | —                      | —                      | —                      | —                      | —                      | | Sincere                                         |
| "Heatstroke"                                                                            | 2024 | —                      | —                      | —                      | —                      | —                      | —                      | —                      | —                      | —                      | —                      | | Sincere                                         |
| "All I Know" (s Rudimental)                                                             | 2025 | —                      | —                      | —                      | —                      | —                      | —                      | —                      | —                      | —                      | 56                     | | Singl bez alb                                   |
| "—" značí, že se nahrávka neumístila v hitparádách nebo v tomto území ani nebyla vydána |      |                        |                        |                        |                        |                        |                        |                        |                        |                        |                        | |                                                 |

### Jako vedlejší umělec
| Název                                                                                   | Rok  | Umístění v hitparádách | Umístění v hitparádách | Umístění v hitparádách | Umístění v hitparádách | Umístění v hitparádách | Umístění v hitparádách | Umístění v hitparádách | Umístění v hitparádách | Umístění v hitparádách | Umístění v hitparádách | Certifikace | Album                        |
| Název                                                                                   | Rok  | US                     | US R&B/ HH             | US Dance               | AUS                    | CAN                    | DEN                    | NLD                    | NZ                     | SWE                    | UK                     | Certifikace | Album                        |
| --------------------------------------------------------------------------------------- | ---- | ---------------------- | ---------------------- | ---------------------- | ---------------------- | ---------------------- | ---------------------- | ---------------------- | ---------------------- | ---------------------- | ---------------------- | --- | ---------------------------- |
| "Electric" (Alina Baraz feat. Khalid)                                                   | 2017 | —                      | —                      | —                      | —                      | —                      | —                      | —                      | —                      | —                      | —                      | - BPI: Silver - RMNZ: 2× Platinum | The Color of You             |
| "1-800-273-8255" (Logic feat. Alessia Cara a Khalid)                                    | 2017 | 3                      | 2                      | —                      | 5                      | 6                      | 2                      | 23                     | 6                      | 4                      | 9                      | - RIAA: 8× Platinum - ARIA: 3× Platinum - BPI: 2× Platinum - IFPI DEN: 2× Platinum - MC: 5× Platinum - RMNZ: 5× Platinum                    | Everybody                    |
| "Rollin" (Calvin Harris feat. Future a Khalid)                                          | 2017 | 62                     | 27                     | 8                      | 40                     | 36                     | —                      | 58                     | 34                     | 85                     | 43                     | - RIAA: 2× Platinum - ARIA: Platinum - BPI: Silver - GLF: Gold - IFPI DEN: Gold - MC: 3× Platinum - RMNZ: Platinum                          | Funk Wav Bounces Vol. 1      |
| "Silence" (Marshmello feat. Khalid)                                                     | 2017 | 30                     | —                      | 1                      | 5                      | 7                      | 7                      | 11                     | 3                      | 5                      | 3                      | - RIAA: 6× Platinum - ARIA: 7× Platinum - BPI: 3× Platinum - GLF: 5× Platinum - IFPI DEN: 3× Platinum - MC: 9× Platinum - RMNZ: 7× Platinum | Singl bez alb                |
| "Why Don't You Come On" (DJDS feat. Khalid a Empress Of)                                | 2017 | —                      | —                      | 30                     | —                      | —                      | —                      | —                      | —                      | —                      | —                      | | Big Wave More Fire           |
| "Homemade Dynamite" (remix) (Lorde feat. Khalid, Post Malone, and SZA)                  | 2017 | 92                     | —                      | —                      | 23                     | 54                     | —                      | 92                     | 20                     | 84                     | —                      | - ARIA: 2× Platinum - MC: Platinum - RMNZ: Platinum                                                                                         | Melodrama                    |
| "Don't Let Me Down" (Sabrina Claudio feat. Khalid)                                      | 2018 | —                      | —                      | —                      | —                      | —                      | —                      | —                      | —                      | —                      | —                      | | Singl bez alb                |
| "Youth" (Shawn Mendes feat. Khalid)                                                     | 2018 | 65                     | —                      | —                      | 19                     | 22                     | 14                     | 24                     | 22                     | 23                     | 35                     | - RIAA: Gold - ARIA: 2× Platinum - BPI: Silver - IFPI DEN: Gold - MC: Platinum - RMNZ: Platinum                                             | Shawn Mendes                 |
| "Ocean" (Martin Garrix feat. Khalid)                                                    | 2018 | 78                     | —                      | 5                      | 12                     | 28                     | 17                     | 16                     | 11                     | 11                     | 25                     | - RIAA: Platinum - ARIA: 3× Platinum - BPI: Gold - IFPI DEN: Platinum - MC: Platinum - RMNZ: 2× Platinum                                    | Singl bez alb                |
| "Trippin'" (Buddy feat. Khalid)                                                         | 2018 | —                      | —                      | —                      | —                      | —                      | —                      | —                      | —                      | —                      | —                      | | Harlan & Alondra             |
| "Beautiful People" (Ed Sheeran feat. Khalid)                                            | 2019 | 13                     | —                      | —                      | 4                      | 6                      | 3                      | 6                      | 2                      | 3                      | 1                      | - RIAA: Platinum - ARIA: 6× Platinum - BPI: 3× Platinum - IFPI DEN: 2× Platinum - MC: 8× Platinum - RMNZ: 5× Platinum                       | No. 6 Collaborations Project |
| "Caught Up" (Majid Jordan feat. Khalid)                                                 | 2019 | —                      | —                      | —                      | —                      | —                      | —                      | —                      | —                      | —                      | —                      | | Singl bez alb                |
| "Hurts 2B Human" (Pink feat. Khalid)                                                    | 2019 | —                      | —                      | —                      | 48                     | 87                     | —                      | 28                     | —                      | —                      | 61                     | - ARIA: Platinum - BPI: Silver - RMNZ: Gold                                                                                                 | Hurts 2B Human               |
| "Off the Grid" (Alina Baraz feat. Khalid)                                               | 2020 | —                      | —                      | —                      | —                      | —                      | —                      | —                      | —                      | —                      | —                      | | It Was Divine                |
| "So Done" (Alicia Keys feat. Khalid)                                                    | 2020 | —                      | —                      | —                      | —                      | —                      | —                      | —                      | —                      | —                      | —                      | | Alicia                       |
| "—" značí, že se nahrávka neumístila v hitparádách nebo v tomto území ani nebyla vydána |      |                        |                        |                        |                        |                        |                        |                        |                        |                        |                        | |                              |

### Promo singly
| "Let's Go"                                                                              | 2016 | —  | —  | —  | —  | —  | —  | —  | —  | —  | —  | - RIAA: Gold - MC: Platinum - RMNZ: Gold                                                               | American Teen |
| "Hopeless"                                                                              | 2016 | —  | —  | —  | —  | —  | —  | —  | —  | —  | —  | - RIAA: Gold - MC: Gold                                                                                | American Teen |
| "Reasons"                                                                               | 2016 | —  | —  | —  | —  | —  | —  | —  | —  | —  | —  | | Singl bez alb |
| "Coaster"                                                                               | 2016 | —  | —  | 19 | —  | —  | —  | —  | —  | —  | —  | - RIAA: 2× Platinum - ARIA: Platinum - BPI: Silver - IFPI DEN: Gold - MC: 2× Platinum - RMNZ: Platinum | American Teen |
| "Shot Down"                                                                             | 2017 | —  | —  | —  | —  | —  | —  | —  | —  | —  | —  | - RIAA: Platinum - ARIA: Gold - MC: Platinum - RMNZ: Gold                                              | American Teen |
| "American Teen"                                                                         | 2017 | —  | —  | 22 | —  | —  | —  | —  | —  | —  | —  | - RIAA: Platinum - BPI: Silver - IFPI DEN: Gold - MC: Platinum - RMNZ: Platinum                        | American Teen |
| "My Bad"                                                                                | 2019 | 55 | 19 | 3  | 14 | 29 | 28 | 10 | 96 | 32 | 30 | - RIAA: Platinum - ARIA: Platinum - MC: Platinum - RMNZ: Platinum                                      | Free Spirit   |
| "Self"                                                                                  | 2019 | —  | —  | 14 | 93 | 77 | —  | —  | —  | —  | —  | - MC: Gold                                                                                             | Free Spirit   |
| "Don't Pretend" (feat. Safe)                                                            | 2019 | 84 | 32 | 8  | 61 | 44 | —  | —  | —  | —  | —  | - RIAA: Gold - MC: Gold                                                                                | Free Spirit   |
| "—" značí, že se nahrávka neumístila v hitparádách nebo v tomto území ani nebyla vydána |      |    |    |    |    |    |    |    |    |    |    | |               |

## Další umístěné a certifikované písně
| "Another Sad Love Song"                                                                 | 2017 | —  | —  | —  | —  | —  | —  | —  | —  | —  | - RIAA: Platinum - MC: Platinum - RMNZ: Gold                                               | American Teen            |
| "8teen"                                                                                 | 2017 | —  | —  | 20 | —  | —  | —  | —  | —  | —  | - RIAA: 3× Platinum - BPI: Gold - IFPI DEN: Platinum - MC: 4× Platinum - RMNZ: 2× Platinum | American Teen            |
| "Cold Blooded"                                                                          | 2017 | —  | —  | —  | —  | —  | —  | —  | —  | —  | - RIAA: Gold - MC: Gold                                                                    | American Teen            |
| "Winter"                                                                                | 2017 | —  | —  | —  | —  | —  | —  | —  | —  | —  | - RIAA: Gold - MC: Gold                                                                    | American Teen            |
| "Therapy"                                                                               | 2017 | —  | —  | —  | —  | —  | —  | —  | —  | —  | - RIAA: Gold - MC: Gold                                                                    | American Teen            |
| "Keep Me"                                                                               | 2017 | —  | —  | —  | —  | —  | —  | —  | —  | —  | - RIAA: Gold - MC: Gold                                                                    | American Teen            |
| "Angels"                                                                                | 2017 | —  | —  | —  | —  | —  | —  | —  | —  | —  | - RIAA: Gold - MC: Gold                                                                    | American Teen            |
| "Thunder / Young Dumb & Broke" (Medley) (s Imagine Dragons)                             | 2018 | 69 | —  | —  | —  | —  | —  | —  | —  | —  |                                                                                            | Píseň bez alb            |
| "The Ways" (se Swae Lee)                                                                | 2018 | 63 | 31 | 5  | —  | 53 | —  | —  | 96 | 54 | - RMNZ: Gold                                                                               | Black Panther: The Album |
| "Floating" (Alina Baraz feat. Khalid)                                                   | 2018 | —  | —  | —  | —  | —  | —  | —  | —  | —  | - RMNZ: Gold                                                                               | The Color of You         |
| "Seasons" (6lack feat. Khalid)                                                          | 2018 | —  | —  | 20 | —  | —  | —  | —  | —  | —  | - MC: Gold - RMNZ: Gold                                                                    | East Atlanta Love Letter |
| "9.13"                                                                                  | 2018 | —  | —  | 19 | —  | —  | —  | —  | —  | —  |                                                                                            | Suncity                  |
| "Vertigo"                                                                               | 2018 | 89 | 44 | 7  | —  | 61 | —  | —  | —  | —  | - MC: Gold - RMNZ: Gold                                                                    | Suncity                  |
| "Salem's Interlude"                                                                     | 2018 | —  | —  | 20 | —  | —  | —  | —  | —  | —  |                                                                                            | Suncity                  |
| "Suncity" (feat. Empress Of)                                                            | 2018 | 88 | 43 | 6  | 30 | 42 | 40 | 35 | 21 | 41 | - RIAA: Gold - ARIA: Platinum - BPI: Silver - MC: Platinum                                 | Suncity                  |
| "Motion"                                                                                | 2018 | —  | —  | 12 | —  | 72 | —  | —  | —  | —  | - MC: Gold                                                                                 | Suncity                  |
| "Intro"                                                                                 | 2019 | —  | —  | 21 | —  | —  | —  | —  | —  | —  |                                                                                            | Free Spirit              |
| "Bad Luck"                                                                              | 2019 | 87 | 33 | 9  | 80 | 64 | —  | —  | —  | —  | - RIAA: Gold - MC: Gold - RMNZ: Gold                                                       | Free Spirit              |
| "Hundred"                                                                               | 2019 | —  | 47 | 12 | —  | 78 | —  | —  | —  | —  | - RIAA: Gold                                                                               | Free Spirit              |
| "Outta My Head" (s John Mayer)                                                          | 2019 | 58 | 22 | 5  | 20 | 50 | 29 | 20 | 43 | 45 | - RIAA: Gold - ARIA: Gold - MC: Platinum - RMNZ: Platinum                                  | Free Spirit              |
| "Free Spirit"                                                                           | 2019 | —  | 48 | 13 | —  | 82 | —  | —  | —  | —  | - RIAA: Gold - MC: Gold                                                                    | Free Spirit              |
| "Twenty One"                                                                            | 2019 | —  | 17 | —  | 85 | —  | —  | —  | —  |    |                                                                                            | Free Spirit              |
| "Bluffin'"                                                                              | 2019 | —  | —  | 20 | —  | —  | —  | —  | —  | —  |                                                                                            | Free Spirit              |
| "Alive"                                                                                 | 2019 | —  | —  | 22 | —  | —  | —  | —  | —  | —  |                                                                                            | Free Spirit              |
| "Heaven"                                                                                | 2019 | —  | —  | 23 | —  | —  | —  | —  | —  | —  |                                                                                            | Free Spirit              |
| "As I Am" (Justin Bieber feat. Khalid)                                                  | 2021 | 43 | —  | —  | 23 | 9  | 5  | 32 | 29 | 24 | - RIAA: Gold - ARIA: Gold - RMNZ: Gold                                                     | Justice                  |
| "Retrograde" (feat. 6lack a Lucky Daye)                                                 | 2021 | —  | —  | —  | —  | —  | —  | —  | —  | —  |                                                                                            | Scenic Drive             |
| "Scenic Drive" (feat. Smino a Ari Lennox)                                               | 2021 | —  | —  | —  | —  | —  | —  | —  | —  | —  |                                                                                            | Scenic Drive             |
| "Wild Dreams" (Burna Boy feat. Khalid)                                                  | 2022 | —  | —  | —  | —  | —  | —  | —  | 55 | —  |                                                                                            | Love, Damini             |
| "Everything We See"                                                                     | 2024 | —  | —  | —  | —  | —  | —  | —  | —  | —  |                                                                                            | Sincere                  |
| "Altitude"                                                                              | 2024 | —  | —  | —  | —  | —  | —  | —  | —  | —  |                                                                                            | Sincere                  |
| "It's All Good"                                                                         | 2024 | —  | —  | —  | —  | —  | —  | —  | —  | —  |                                                                                            | Sincere                  |
| "—" značí, že se nahrávka neumístila v hitparádách nebo v tomto území ani nebyla vydána |      |    |    |    |    |    |    |    |    |    |                                                                                            |                          |

## Spoluumělec
| Název              | Rok  | Další umělec                                       | Album                    |
| ------------------ | ---- | -------------------------------------------------- | ------------------------ |
| "The Ways"         | 2018 | Swae Lee                                           | Black Panther: The Album |
| "Runaway"          | 2018 | Tayla Parx                                         | Tayla Made               |
| "No Pain"          | 2018 | DJDS (feat. Charlie Wilson & Charlotte Day Wilson) | Big Wave More Fire       |
| "Too Gone"         | 2018 | Rich the Kid                                       | The World Is Yours       |
| "Floating"         | 2018 | Alina Baraz                                        | The Color of You         |
| "iMissMe"          | 2018 | Kyle                                               | Light of Mine            |
| "Stay"             | 2018 | žádný                                              | Uncle Drew               |
| "Seasons"          | 2018 | 6lack                                              | East Atlanta Love Letter |
| "Days Like This"   | 2019 | GoldLink                                           | Diaspora                 |
| "Another Day Gone" | 2020 | A Boogie wit da Hoodie                             | Artist 2.0               |
| "As I Am"          | 2021 | Justin Bieber                                      | Justice                  |
| "Come for Me"      | 2021 | Alicia Keys, Lucky Daye                            | Keys                     |
| "Ur Baby"          | 2022 | Anitta                                             | Versions of Me           |
| "Wild Dreams"      | 2022 | Burna Boy                                          | Love, Damini             |
| "You & I"          | 2023 | Anne-Marie                                         | Unhealthy                |
| "Ways to Go"       | 2024 | Alec Benjamin                                      | 12 Notes                 |

## Videoklipy
| Název                                       | Rok  | Režisér                       |
| ------------------------------------------- | ---- | ----------------------------- |
| "Location"                                  | 2016 | Alex Di Marco                 |
| "Shot Down"                                 | 2017 | —                             |
| "American Teen"                             | 2017 | Scott Fleishman               |
| "Young Dumb & Broke"                        | 2017 | Calmatic                      |
| "Saved"                                     | 2017 | David Hedman                  |
| "Love Lies" (s Normani)                     | 2018 | Gerard Bush, Christopher Renz |
| "OTW" (feat. 6LACK, Ty Dolla $ign)          | 2018 | Calmatic                      |
| "Better"                                    | 2018 | Andrew Donoho                 |
| "Saturday Nights" (remix s Kane Brown)      | 2019 | Joe Weil                      |
| "Talk"                                      | 2019 | Emil Nava                     |
| "Free Spirit"                               | 2019 | Emil Nava                     |
| "Right Back" (feat. A Boogie wit da Hoodie) | 2019 | —                             |